# Epeorus dispar
Epeorus dispar je druh jepice z čeledi Heptageniidae. Přirozeně se vyskytuje v Severní Americe. Jako první tento druh popsal Traver v roce 1933.